# Hayley Jensen
 (mars 2025).
Pour les articles homonymes, voir Jensen.
Hayley Jensen (née le 7 janvier 1983) est une chanteuse et compositrice australienne. Elle se fait connaître en 2004 après une apparition dans la deuxième saison d'Australian Idol, saison dans laquelle elle termine quatrième. Elle quitte l'émission le 1er novembre. Durant trois ans, elle officie comme chanteuse principale du groupe de rock alternatif Seasons, ainsi que du groupe de dance-rock Silver Cities. Son EP, intitulé Past Tense and Present Peace, sort en février 2017 et atteint la première place du classement iTunes Country australien. L'année d'après paraît l'album Turning Up the Dial, dont elle fait une tournée en Australie, au Royaume-Uni et au Canada. Le troisième album studio de Hayley, intitulé Breakin' Hearts, sort le 22 octobre 2021 et se classe n°1 des albums country ARIA et n°4 des albums australiens ARIA (tous genres confondus).

## Jeunesse et débuts
Hayley Jensen est née à Albury, en Nouvelle-Galles du Sud, et a vécu à Canberra pendant la majeure partie de sa vie. Avant de participer au concours Australian Idol, elle étudie le chant jazz à l'ANU de 11 à 12 ans. Plus tard, elle poursuit des études en économie et gestion à l'université de Canberra.

### 2004: Début de carrière etAustralian Idol
En 2004, Jensen auditionne pour Australian Idol. Elle n'y parvient pas depuis sa ville natale de Canberra, mais réessaie ensuite à Sydney, cette fois avec succès. Elle est sélectionnée pour une place dans la Finale 12 et poursuit la compétition pendant plusieurs semaines, se classant finalement 4e.
| Performances et résultats d'Australian Idol (2004)    | Performances et résultats d'Australian Idol (2004) | Performances et résultats d'Australian Idol (2004) | Performances et résultats d'Australian Idol (2004) |
| Épisode                                               | Chanson                                            | Résultat                                           |                                                    |
| ----------------------------------------------------- | -------------------------------------------------- | -------------------------------------------------- | -------------------------------------------------- |
| Audition                                              |                                                    | Atteint le round scénique                          |                                                    |
| Round Scénique                                        | "Anyone Who Had a Heart"                           | Atteint le top 30                                  |                                                    |
| Top 30                                                | "Angel"                                            | Atteint les concerts en direct                     |                                                    |
| Concert en direct 1 : Originaire d'Australie (Top 12) | "Weir"                                             | Sauvée par le public                               |                                                    |
| Concert en direct 2 : Pop (Top 11)                    | "Left Outside Alone"                               | Sauvée par le public                               |                                                    |
| Concert en direct 3 : Années 60 (Top 10)              | "To Sir, With Love"                                | Sauvée par le public                               |                                                    |
| Concert en direct 4 : Disco (Top 9)                   | "If I Can't Have You"                              | Sauvée par le public                               |                                                    |
| Concert en direct 5 : Choix des candidats (Top 8)     | "Release" (chanson de George )                     | Sauvée par le public                               |                                                    |
| Concert en direct 6 : Beatles (Top 7)                 | "Yesterday"                                        | Sauvée par le public                               |                                                    |
| Concert en direct 7 : Années 80 (Top 6)               | "I Feel the Earth Move"                            | Sauvée par le public                               |                                                    |
| Concert en direct 8 : RnB-Soul (Top 5)                | "Ain't No Mountain High Enough"                    | Sauvée par le public                               |                                                    |
| Spectacle en direct 9 : (Top 4)                       | "It Had to Be You" / "Nature Boy"                  | Éliminée en 4ème position                          |                                                    |

### 2005-2013: Activités post-Idol
Après Australian Idol, Jensen créée son propre label nommé White Dove Music, via lequel elle sort un album solo intitulé Note to Self. Elle sort également un certain nombre de singles, de clips vidéo et fait une tournée dans tout le pays. En décembre 2005, elle se produit en live pour les forces de la coalition en Irak. Elle joue également pour le Premier ministre à plusieurs reprises, ainsi que dans des salles de spectacle australiennes.
En mars 2010, Jensen cofonde le groupe de pop/rock alternatif Seasons avec le batteur Peter Wright et le guitariste Sam Young. Leur premier EP A Moment of Clarity, sort le 15 avril 2011. Fin 2012, Seasons change de nom pour devenir Silver Cities et sort un premier single, intitulé "Lights". Ils participent à une tournée en première partie d'Evermore lors de leur tournée nationale Hero. En novembre 2013, Hayley et son groupe sont récompensés aux Australian Independent Music Awards 2013 pour leur single « Lights ».

### 2014-2015:The Voice Australia
En 2014, Jensen auditionne pour la troisième saison de la version australienne de The Voice,. Elle y interprète la chanson « Freefallin » dans l'épisode diffusé le 7 mai 2014. Les coachs Will.i.am et Kylie Minogue lui donnent leurs votes, et Jensen choisit de rejoindre l'équipe de Kylie Minogue.
| Performances et résultats de The Voice (2014) | Performances et résultats de The Voice (2014) | Performances et résultats de The Voice (2014) | Performances et résultats de The Voice (2014) |
| Épisode                                       | Chanson                                       | Artiste original                              | Résultat                                      |
| --------------------------------------------- | --------------------------------------------- | --------------------------------------------- | --------------------------------------------- |
| Audition                                      | "Freefallin"                                  | Zoé Badwi                                     | Atteint les battle rounds                     |
| Battle rounds                                 | "Roar"                                        | Katy Perry                                    | Éliminée                                      |

En 2015, Jensen se joint à Casey Donovan, Doug Williams et Darren Mapes pour un concert en hommage aux chansons et à la vie de Burt Bacharach.

### 2016-présent: Retour à la musique country
Le 15 janvier 2016, Jensen revient à la musique country avec un single nommé « The One ». Elle est nommée comme finaliste du Toyota Star Maker au Tamworth Country Music Festival 2016, finale pour laquelle elle se produit au Tamworth Town Hall le dimanche 17 janvier en compagnie de 9 autres finalistes de toute l'Australie. Elle sort ensuite les singles « I'll Always Love You » en juin 2016 et « Young Years » en décembre 2016, suivis de l'EP Past Tense & Present Peace. Ce dernier atteint la première place du classement iTunes Country australien.
Son single « Summertime Soundtrack » sort le 6 novembre 2017 sous le label Social Family Records. L'année suivante, elle termine finaliste aux Country Music Channel Awards 2018 pour le titre de Nouvelle Artiste de l'Année. Le 26 mars 2018 sort son deuxième single, « Saturday Night », extrait de l'album Turning Up the Dial. Deux autres singles de l'album paraissent, « Forever Won't Be Long Enough » et « This Love », tous deux accompagnés de clips vidéo.
Fin 2018, Jensen est annoncée Artiste Féminine Australienne de l'Année lors des Music for a New Generation Awards de Planet Country. "Next Big Thing" et le titre "Turning Up the Dial", deux nouveaux singles de son album, sortent en 2019.
En 2018, Jensen participe à une tournée avec Turning Up the Dial sur la côte sud-est de l'Australie. Elle se rend ensuite à Manchester, au Royaume-Uni, pour se produire comme tête d'affiche au Buckle & Boots Country Music Festival. En 2019, elle se rend au Canada pour jouer au Calgary Stampede (Alberta), ainsi qu'au Dauphin's CountryFest (Manitoba).
Début 2020, Jensen sort une reprise de Angel de Sarah McLachlan, la chanson qui l'a propulsée dans le top 12 d'Australian Idol, cette fois en duo avec l'artiste country australienne Beccy Cole. La plupart de ses spectacles et tournées de 2020 se retrouvant annulées en raison du Covid-19, Hayley commence à écrire et produire de nouvelles chansons avec le producteur canadien Troy Kokol chez Reluctant Cowboy Records. Le premier nouveau single, « Breakin' Hearts », sort en août 2020 en tant que single radio en Australie et au Canada. Le titre prend la deuxième place du classement Country Hot 50 de Music Networks. Plus tard en 2020, elle co-écrit le single "Fireworks" avec Phil Barton, expatrié australien et auteur-compositeur n°1 du Billboard Country. Accompagnée de Dana Heaton-Perdue, elle produit également le single "Just Gonna Party", qui sort en mars 2021.
En juillet 2021, Jensen sort le single "Karma", et annonce la sortie de son troisième album studio, "Breakin' Hearts", dont la sortie est prévue en octobre 2021. L'album sort le 22 octobre 2021 et grimpé rapidement dans les charts ARIA, se classant n°1 des albums country ARIA et n°4 des albums australiens ARIA (tous genres) durant la semaine du 1er novembre 2021. Deux autres singles de l'album paraissent : Better Than That en décembre 2021 et Shake My Bones en juin 2022.

## Discographie

### Albums
| Titre               | Détails | Plus haut classement dans les charts |
| Titre               | Détails | Australie                            |
| ------------------- | --- | ------------------------------------ |
| Note to Self        | - Sortie : 16 septembre 2007 - Étiquette : White Dove Music - Format : CD, téléchargement numérique                      | —                                    |
| Turning Up the Dial | - Sortie : 11 mai 2018 - Étiquette : Hayley Jensen, Social Family - Format : CD, téléchargement numérique                | 52                                   |
| Breakin' Hearts     | - Sortie : 22 octobre 2021 - Étiquette : Hayley Jensen, Social Family - Format : CD, téléchargement numérique, streaming | 25                                   |

### EP
| Titre                      | Détails | Plus haut classement dans les charts |
| Titre                      | Détails | Australie                            |
| -------------------------- | --- | ------------------------------------ |
| Past Tense & Present Peace | - Sortie : 3 février 2017 - Étiquette : Hayley Jensen, Social Family Records - Format : CD, téléchargement numérique | —                                    |

### Simple
| Title                                        | Year | Plus haut classement dans les charts | Album                           |
| Title                                        | Year | AUS                                  | Album                           |
| -------------------------------------------- | ---- | ------------------------------------ | ------------------------------- |
| "Alive"                                      | 2006 | 68                                   | Note to Self                    |
| "Stronger"                                   | 2007 | —                                    | Note to Self                    |
| "Lights" (avec Silver Cities)                | 2012 | —                                    | Lights (album de Silver Cities) |
| "What You Waiting For?" (avec Silver Cities) | 2013 | —                                    | Lights (album de Silver Cities) |
| "The One"                                    | 2016 | —                                    | Past Tense & Present Peace      |
| "I'll Always Love You"                       | 2016 | —                                    | Past Tense & Present Peace      |
| "Young Years"                                | 2016 | —                                    | Past Tense & Present Peace      |
| "Summertime Soundtrack"                      | 2017 | —                                    | Turning up the Dial             |
| "Saturday Night"                             | 2018 | —                                    | Turning up the Dial             |
| "Forever Won't Be Long Enough"               | 2018 | —                                    | Turning up the Dial             |
| "Next Big Thing"                             | 2019 | —                                    | Turning up the Dial             |
| "Turning Up the Dial"                        | 2019 | —                                    | Turning up the Dial             |
| "Angel" (avec Beccy Cole)                    | 2020 | —                                    |                                 |
| "Breakin' Hearts"                            | 2020 | —                                    | Breakin' Hearts                 |
| "Fireworks",                                 | 2020 | —                                    | Breakin' Hearts                 |
| "Just Gonna Party"                           | 2021 | —                                    | Breakin' Hearts                 |
| "Karma"                                      | 2021 | —                                    | Breakin' Hearts                 |
| "Better Than That"                           | 2021 | —                                    | Breakin' Hearts                 |
| "Shake My Bones"                             | 2021 | —                                    | Breakin' Hearts                 |
| "Flirtin'" (avec Petric)                     | 2022 | —                                    |                                 |
| "Rock Bottom"                                | 2023 | —                                    |                                 |
| "Stomping Ground"                            | 2024 | —                                    |                                 |
| "Outskirts"                                  | 2024 | —                                    |                                 |
| "Dirt Rich"                                  | 2025 | —                                    |                                 |

## Prix et nominations

### Country Music Awards of Australia
Les Country Music Awards of Australia sont une soirée de remise de prix annuelle qui se déroule en janvier durant le Tamworth Country Music Festival . Cette soirée célèbre l'excellence dans l'industrie de la musique country australienne. La première édition a eu lieu en 1973.
| Année | Travail nommé | Catégorie                 | Résultat   | Ref.   |
| ----- | ------------- | ------------------------- | ---------- | ------ |
| 2018  | Hayley Jensen | New Artist of the Year    | Nomination |        |
| 2022  |               |                           | Nomination | [ 57 ] |
| 2023  | Hayley Jensen | Female Artist of the Year | Nomination | ,      |